# 和田一夫 (経営学者)
和田 一夫（わだ かずお、1949年 - ）は、日本の経営学者。専門は比較経営史。東京大学名誉教授。日経・経済図書文化賞、日本産業技術史学会賞受賞。

## 人物
新潟県燕市出身。新潟県立三条高等学校を経て、1973年一橋大学商学部卒業、1975年一橋大学大学院経済学研究科修士課程修了、1978年同博士課程単位取得退学、1987年ロンドン大学ロンドン・スクール・オブ・エコノミクス大学院博士課程修了、1989年ロンドン大学博士（Ph.D）。一橋大では外池正治、米川伸一教授などに師事。
南山大学経営学部講師を経て、1981年南山大学経営学部助教授、1993年東京大学経済学部助教授、1996年東京大学大学院経済学研究科教授、2014年定年退職、東京大学名誉教授、東海学園大学経営学部経営学科教授、東海学園大学院経営学研究科担当。日本学術会議連携会員等も務める。
専門は比較経営史。2010年、問屋制家内工業から大量生産への発展を論じた著書『ものづくりの寓話:フォードからトヨタへ』で第53回日経・経済図書文化賞を受賞。2012年同書で第25回日本産業技術史学会賞受賞。

## 著書
- "Fordism Transformed: The Development of Production Methods in the Automobile Industry"（共編著）オックスフォード大学出版局、1995
- 『見えざる手の反逆―チャンドラー学派批判』（レズリー・ハンナと共著訳）有斐閣、2001年
- 『豊田喜一郎伝』（由井常彦、トヨタ自動車歴史文化部と共著）名古屋大学出版会、2002年
- 『ものづくりの寓話:フォードからトヨタへ』名古屋大学出版会、2009年
- 『企業家ネットワークの形成と展開：データベースからみた近代日本の地域経済』（鈴木恒夫、小早川洋一と共著）名古屋大学出版会、2009年
- 『ものづくりを超えて：模倣からトヨタの独自性構築へ』名古屋大学出版会、2013年